# Hamana (AO-411)
Hamana (AO-411) byl zásobovací tanker japonských námořních sil sebeobrany. Sloužil k zásobování japonských válečných lodí pohonnými hmotami a dalšími zásobami. Ve službě byl od roku 1962 do druhé poloviny 80. let 20. století.

## Stavba

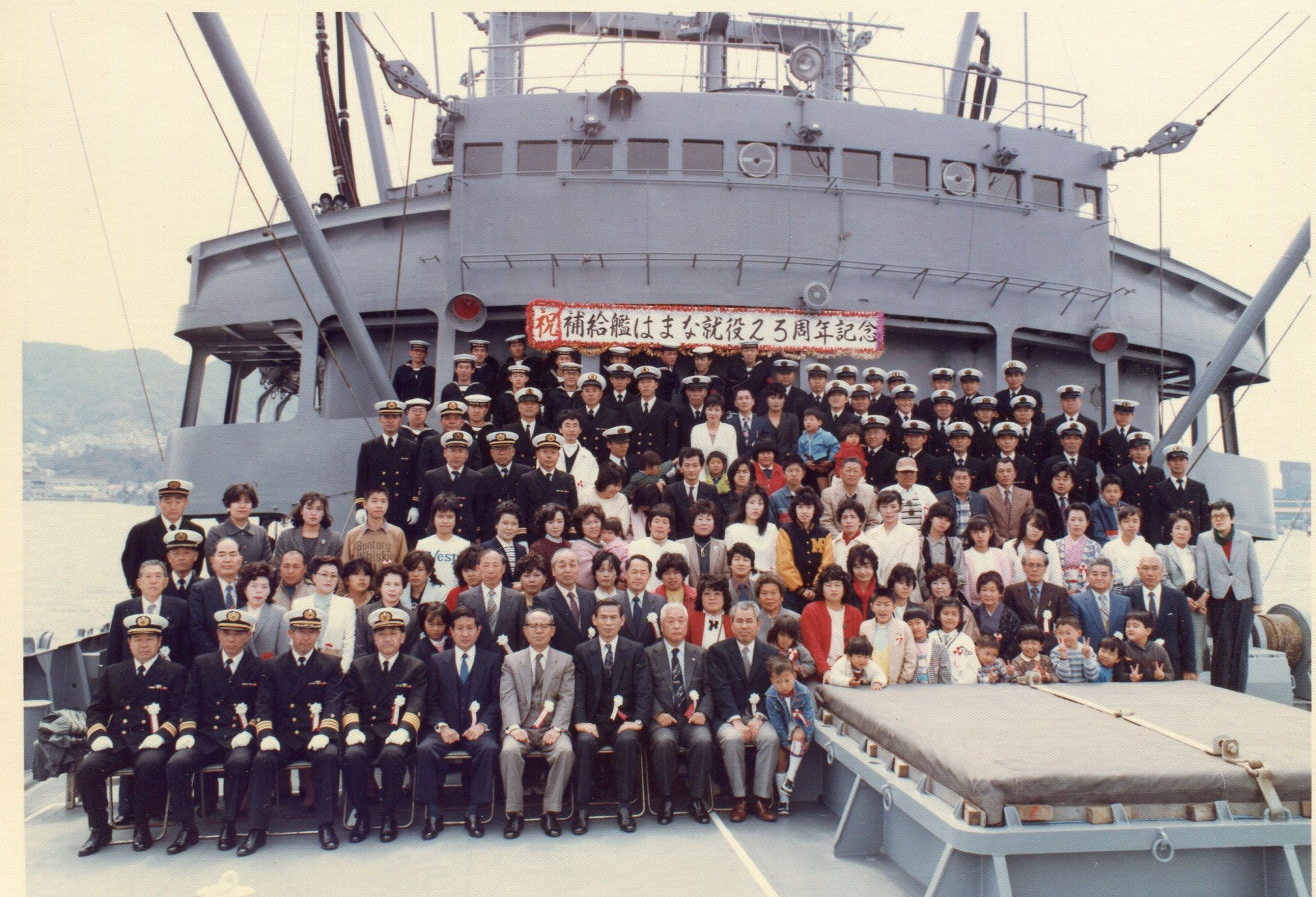
Hamana (AO-411)

Tanker postavila japonská loděnice Uraga Dok ve městě Uraga. Do služby byl přijat 10. března 1962.

## Konstrukce
Plavidlo mělo kapacitu 3 000 tun paliva a 500 tun dalšího nákladu. Výzbroj tvořily dva 40mm kanóny. Nejvyšší rychlost dosahovala 22 uzlů.